# Văn Tố
Văn Tố là một xã thuộc huyện Tứ Kỳ, tỉnh Hải Dương, Việt Nam.

## Địa lý
Xã Văn Tố cách trung tâm huyện lỵ 3 km về phía đông, có vị trí địa lý:
- Phía đông bắc giáp xã An Thanh và xã Chí Minh
- Phía tây giáp xã Minh Đức, Phượng Kỳ.

Xã Văn Tố có diện tích 8,86 km², dân số năm 1999 là 7.769 người, mật độ dân số đạt 877 người/km².

## Lịch sử
Từ lâu, ở vùng đất mà sau Cách mạng tháng 8 gọi là xã Văn Tố đã có trên 10 dòng họ chung sống cùng nhau, trong đó tiêu biểu là các họ: Trần, Nguyễn, Phạm, Đặng, Đỗ, Lê, Vũ, Hoàng, Bùi, Cao... Lúc đầu, nhiều gia đình sống rải rác trên các cánh đồng hoang sơ, sình lầy nhưng do điều kiện sinh tồn, họ hội tụ lập thành xóm làng, nhiều làng nhỏ lập thành xã. Vùng đất Văn Tố ngày nay vốn là lãnh thổ của 3 xã là La Giang, Đông Lâm, Nho Lâm và ba làng Đồng Mỹ, Đồng Lộc, Đồng Kênh lập thành xã Mỹ Ân.
Sau khi Cách mạng tháng 8 thành công, tháng 4 năm 1946, 4 xã gồm: Mỹ Ân, La Giang, Đông Lâm, Nho Lâm hợp nhất thành một xã mới lấy tên là Đỉnh Tân, từ đây 4 xã cũ gọi là thôn.
Tháng 2 năm 1948, xã Đỉnh Tân đổi tên thành xã Văn Tố (mang tên vị chủ tịch Quốc Hội đầu tiên của nước Việt Nam mới: Nguyễn Văn Tố).
Ngày 11 tháng 3 năm 1974, theo quyết định số 22-BT của Bộ trưởng Phủ Thủ tướng, thôn Gia Xuyên - vốn là 1 xã trước Cách mạng tháng 8 (thuộc xã Tứ Xuyên mới) tách ra và hợp nhất vào xã Văn Tố.

## Hành chính
Trước năm 2021, Xã Văn Tố được chia thành 8 thôn: Mỹ Ân, Đồng Kênh, La Giang, Gia Xuyên (Rừa), Đồng Lộc (Giáu), Đông Lâm, Nho Lâm, Đồng Nại.
Từ năm 2021 xã Văn Tố còn 6 thôn: Mỹ Ân, Đồng Kênh, La Giang, Gia Lộc (gộp 2 thôn Gia Xuyên và Đồng Lộc), Lâm Đồng (Gộp 2 thôn Đông Lâm và Đồng Nại), Nho Lâm.

## Xã hội
Sách 'Lịch triều hiến chương loại chí' của Phan Huy Chú có viết: "Ở Nho Lâm, Mỹ Ân có cam tươi". Cam tươi Mỹ Ân là giống cam chua, xưa kia rất nổi tiếng ở Tứ Kỳ.
Xã Văn Tố có 2 chợ là chợ Măng và chợ Đống. Chợ Măng là chợ thuộc loại to của huyện, có nhiều người trong và ngoài xã qua lại mua bán. Chợ Đống hình thành muộn hơn chủ yếu phục vụ nhân dân trong làng tới mua bán hàng nội trợ. Trong kháng chiến chống Pháp, do hoàn cảnh chiến tranh, chợ họp thất thường rồi tan.

## Văn hóa
Địa bàn xã Văn Tố có nhiều đình, chùa, đền, miếu, đáp ứng nhu cầu văn hóa tinh thần của nhân dân địa phương.
Hiện nay ở Văn Tố có 5 ngôi đình bao gồm: 
- Đình Mỹ Ân thờ 2 nhân thần (Uy và Hồng Lương) và thiên thần Mỹ Huệ (thờ anh em họ Đỗ đậu Tiến sĩ)
- Đình La Giang thờ nhân thần Hoàng Đều (Hanh Thông Đại vương và Hiển Rược Đại vương có công đánh giặc Chiêm Thành)
- Đình Rừa thờ 3 nhân thần là Thục Nương, Mệnh Viết Vệ công và Mệnh Viết Thượng công (Thánh Bà và hai người em có công giúp nhà Lý đánh giặc)
- Đình Nho Lâm thờ nhân thần Y Pháp cư sỹ và thiên thần Hằng Nga Nguyệt Thai (thờ Y Pháp Đại tướng quân có công đánh giặc Nguyên Mông)
- Đình Đồng Kênh thờ 2 nhân thần là Pháp, Út (Pháp sư Huyền Thông và nhị vị Đại vương).

## Giao thông
Văn Tố có tỉnh lộ 191 (nay là đường tỉnh 391) chạy qua địa bàn xã gần 4 km. Đây là con đường chính có ý nghĩa chiến lược cả về quân sự, chính trị, kinh tế và văn hóa đối với địa phương.

## Danh nhân
Văn Tố là xã nghèo nhưng có truyền thống hiếu học. Theo sách 'Các nhà khoa bảng Việt Nam', xã Mỹ Huệ xưa (nay là thôn Mỹ Ân) có ông Đỗ Dung Kiểm đỗ đệ nhị giáp Tiến sĩ xuất thân (Hoàng giáp) khoa Canh Tuất, niên hiệu Hồng Đức thứ 21 (1490) đời vua Lê Thánh Tông và em trai là Đỗ Đình Huấn cũng đỗ đệ nhị giáp Tiến sĩ xuất thân khoa Kỷ Mùi, niên hiệu Cảnh Thống thứ 2 (1499) đời vua Lê Hiến Tông.
Thời Nguyên, có ông Bùi Sỹ Tôn, người xã La Giang xưa (nay là thôn La Giang) đỗ Cử nhân.
Từ năm 1945 đến nay, Văn Tố có nhiều người là cử nhân, bác sĩ, kỹ sư, thạc sĩ và tiến sĩ.